# Cultura apenínica
La cultura apenínica es una cultura prehistórica que se sitúa geográficamente en el centro de la península itálica. Cronológicamente se ubica en la Edad del Bronce, desarrollándose principalmente entre los años 1800 y 1050 a. C.

## Sociedad
La gente de la cultura apenínica se dedicaba al pastoreo alpino, llevando a su ganado a los prados y bosques de montaña de las montañas centrales de Italia. Vivían en pequeñas aldeas, situadas en lugares defendibles. Durante el verano, montaban campamentos temporales, o vivían en cuevas y abrigos rocosos, cerca de los pastos. Su entorno no se limitaba necesariamente a la montaña; su cerámica se ha encontrado en la Colina Capitolina de Roma e islas como Lipari e Isquia.
La cerámica está bruñida, incisa con espirales, meandros, y zonas geométricas, llenas de puntos y guiones transversales. En Isquia se ha encontrado una asociación con los períodos heládicos LHII y LHIII, y en Lipari, con LHIIIA, que se remontan a la Edad del Bronce tardía, como la definida en Grecia y en el Egeo.